# Carlos Carmona
Ne pas confondre avec le joueur de football espagnol Carlos Carmona Bonet.
Carlos Emilio Carmona Tello est un footballeur international chilien né le 21 février 1987 à Coquimbo au Chili évoluant au poste de milieu de terrain.

## Biographie

### Club
Il commence sa carrière en tant que milieu de terrain au Club de Deportes Coquimbo Unido puis joue brièvement pour le Club Deportivo O'Higgins. En parallèle, il est capitaine de l'équipe du Chili des moins de 20 et des moins de 23 ans.
Le 1er juin 2008, il est acheté par le club italien de la Reggina pour un contrat de quatre ans.
En août 2010, il signe pour quatre saisons à l'Atalanta Bergame.
Après plus de six saisons avec l'Atalanta, il rejoint la Major League Soccer en signant, le 6 février 2017, en faveur du Atlanta United, une nouvelle franchise de la ligue. Évoluant au milieu de la formation d'Atlanta, il participe grandement au succès de la saison inaugurale de la nouvelle franchise. Néanmoins, avec l'arrivée de Darlington Nagbe avant la saison 2018, il est promis à un temps de jeu réduit et obtient un transfert pour un montant non dévoilé au Colo-Colo le 30 janvier 2018.

### Sélection
Il fait partie des 23 joueurs chiliens sélectionnés pour participer à la Coupe du monde 2010.